# 索塔河
索塔河（Sota）是位於貝寧北部的尼日爾河支流，河道全長約250公里，流域面積為15,000平方公里。在7月至9月期間的雨季，大量雨水使索塔河嚴重氾濫，而在12月至4月的旱季時則河水短缺。